# Грошев, Евгений Владимирович
Евгений Владимирович Грошев (род. 31 декабря 1999, Самара) — российский хоккеист, нападающий. Игрок ХК «Лада» в КХЛ с 2023 года.

## Биография
Родился в Самаре 31 декабря 1999 года.
С 2016 года находится в системе тольяттинской хоккейной команды. Играл за ХК «Ладья».
С 2018 года Евгений Грошев игрок основного тольяттинского клуба ХК «Лада». С 2018 по 2022 годы также был заигран в ВХЛ за ХК «ЦСК ВВС» из Самары.
В сезоне 2023/24 года провёл 46 матчей регулярного чемпионата за «Ладу», набрал 14 (8+6) очков. Две игры сыграл в плей-офф Кубка Гагарина.
В сезоне 2024/2025 года игрок основы «Лады». Выступает в свитере под № 63 — номер региона, Самарской области.